# Ien Dales

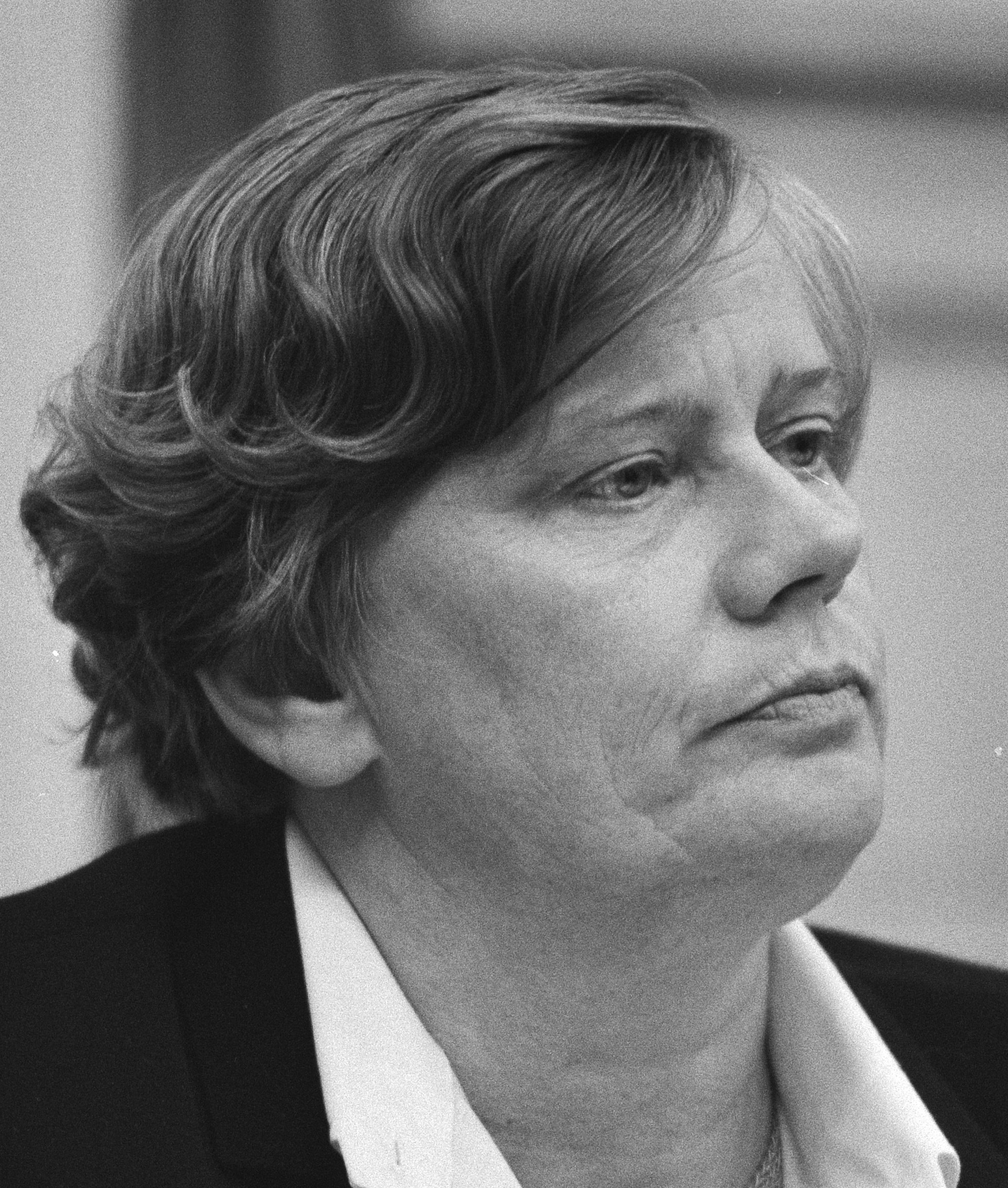
Ien Dales

Ien Dales (* 18. Oktober 1931 in Arnheim; † 10. Januar 1994 in Utrecht) war eine niederländische Politikerin der Partij van de Arbeid.

## Leben
Dales arbeitete rund 20 Jahre für die Stiftung „Kirche und Welt“. Zwischen 1977 und 1981 war sie Leiterin der Sozialen Dienste in Rotterdam, wo sie in engem Kontakt zur Politikerin und damaligen Stadträtin für Soziales Elizabeth Schmitz stand. Sie studierte Andragogik an der Universiteit van Amsterdam.
Von 1987 bis 1989 war sie als Nachfolgerin von Frans Hermsen Bürgermeisterin von Nijmegen. Im Kabinett Van Agt II war sie Staatssekretärin für Soziales und Arbeit. Im Kabinett Lubbers III war sie als Nachfolgerin von Kees van Dijk bis 10. Januar 1994 Innenministerin der Niederlande. Dales starb an einem Herzinfarkt. In Erinnerung an sie wird in den Niederlanden jährlich der Dales-Integritätspreis verliehen.